# Вальцева, Инга Алексеевна
Инга Алексеевна Вальцева (род. 3 февраля 1933 года, Москва) — советский и российский учёный-биолог, а также поэтесса. Доктор биологических наук, профессор, профессор Первого МГМУ им. И. М. Сеченова.
Член Союза писателей России.

## Биография
Детство И. А. Вальцевой прошло на старой территории МГУ на Моховой улице, где жили её родители.
В 1952 году она окончила среднюю школу и поступила на биофак МГУ.
Её учителями были Х. С. Коштоянц, А. И. Опарин, С. Е. Северин, А. Л. Курсанов.
В 1957 году окончила обучение в университете — по специальности «Физиология человека и животных». От предложения поступления в аспирантуру отказалась и устроилась на работу в НИИ онкологии им. Герцена, поступила там в аспирантуру, которую, однако, окончила на кафедре биологии Первого МОЛМИ им. И. М. Сеченова под началом Ф. Ф. Талызина.
Кандидатская диссертация посвящена действию яда среднеазиатской кобры на организм. Попала в Центральную научно-исследовательскую лабораторию Первого МОЛМИ им. И. М. Сеченова, где затем получила учёное звание старшего научного сотрудника по специальности «нормальная физиология».
В 1972 году защитила докторскую диссертацию.
Более трёх десятилетий состояла членом специализированного учёного совета по докторским диссертациям по специальности патофизиология и патоморфология при РУДН. Вадим Валерьевич Корпачёв в труде "Целебная фауна" (1989) указывал И. А. Вальцеву в числе известных отечественных токсикологов и фармакологов.
С детства пишет стихи. Являлась членом литобъединения под руководством поэта Юрия Мельникова. Выпустила три сборника стихов.
Автор более чем сорока научных публикаций, 9 изобретений и рационализаторских предложений, методических публикаций, книг.
Совместно с кафедрой физиологии Нижегородского университета им. Лобачевского И. А. Вальцевой разработаны новые лекарственные средства из пчелиного и жабьего яда.
Автор книги о Ф. Ф. Талызине (1987) в серии «Выдающиеся деятели отечественной медицины и здравоохранения».
Супруг - Буков Виктор Андреевич (1911-1997), полковник. Жительница района Северное Измайлово.

## Награды
Награждена медалью «Ветеран труда», серебряной медалью ВДНХ, значком «Изобретатель СССР».

## Работы
- Патофизиологические особенности действия ядов змей, обитающих на территории СССР, и некоторые вопросы экспериментальной терапии : учебное пособие. М., 1969. — 193 с.
- Яды змей (токсикологические, биохимические и патофизиологические аспекты): монография / Б. Н. Орлов, И. А. Вальцева. — Ташкент : «Медицина» УзССР, 1977. — 252 с.
- Ф. Ф. Талызин (1903—1980) / И. А. Сычеников, И. А. Вальцева, И. И. Косарев. — М. : Медицина, 1987. — 75 с.
- Чебышев Н. В., Вальцева И. А., Крылов В. Н., Кудрявцев С. В. Ядовитые животные суши и моря. Учебное пособие. М.: ММА им. И. М. Сеченова, 1997. 60 с.
- Крылов В. Н., Чебышев Н. В., Вальцева И. А. Введение в апитерапию. Учебное пособие. М.: ММА им. И. М. Сеченова, 1998. 92 с.
- Чебышев Н. В., Вальцева И. А. Ядовитые животные : энциклопедия. М.: Педагогика-пресс, 2001. — 199 с. ISBN 5-94054-012-0